# Ferring (Lemvig Kommune)
 For alternative betydninger, se Ferring. (Se også artikler, som begynder med Ferring)
Ferring er en landsby nær Vestkysten lidt syd for Ferring Sø.
I byen findes Ferring Kirke og længst ud mod kysten Jens Søndergaards Museum.
2 km syd for byen findes Bovbjerg Fyr.
Vestkystruten passerer gennem landsbyen.

## Historie
Området bestod tidligere af spredt bebyggelse. I 1688 bestod Ferring af 1 gård med 23,5 tønder land skyldsat til 5,00 tønder hartkorn.
I første halvdel af 1900-tallet var byen sommertilholdssted for kunstmalere som f.eks. Jens Søndergaard og Jens Bjerre. Byen er ligeledes kendt for sit badehotel, som forfaldt i 1970'erne.
Vandbygningsvæsenet havde gennem mange år produktion af 4 tons betonblokke til udlægning i høfder som sikring mod kysterosion en udstrækning fra Fjaltring i syd til Ferring i nord.
- Dronefoto mod syd fra Ferring Sø
- Ferring set fra stranden
- Carl Frederik Sørensen, Parti af Jyllands Vestkyst med Ferring Kirke (1848)